# Чан Сиу Куан
Филип Чан Сиу Куан (на китайски: 陳肇鈞; Chàn Siuhgwān; роден на 1 август 1992 г. в Хонконг) е хонконгски футболист, нападател, състезател на хонконгския Тай По и Националния отбор на Хонгконг. Участник в Купата на Азия 2023, автор на гола срещу ОАЕ при загубата с 1:3.

## Успехи
Отборни
 Тай По
- Премиер лига на Хонгконг
  - Шампион (1): 2018/19

Индивидуални
- Най-добър млад играч: 2014/15